# Herpesvirussen
Herpesvirussen (Herpesviridae) zijn een groep virussen die bij mens en dier ziekten veroorzaakt, waarvan bij de mens waterpokken en gordelroos (varicella-zostervirus), de koortslip, herpes stomatitis, herpesfijt van de vinger en herpes genitalis (herpes simplexvirus) de bekendste zijn. Andere zijn het cytomegalovirus en het epstein-barrvirus, dat de ziekte van Pfeiffer veroorzaakt. De virussen blijven levenslang, veelal latent, aanwezig in de geïnfecteerde gastheer. Het latent aanwezige virus vermenigvuldigt zich niet en blijft onopgemerkt door het immuunsysteem. Zo nu en dan kan het virus opvlammen.

## Etymologie
Herpes komt van herpein (΄ερπειν) in het Grieks, wat kruipen betekent. Over hoe deze naam moet worden geïnterpreteerd in het licht van de symptomen wordt verschillend gedacht: sommigen wijzen op de neiging van deze virussen latent aanwezig te blijven in het lichaam na een infectie; anderen op de neiging van een koortslip om over het gezicht te 'kruipen'. Het varicella-zostervirus veroorzaakt bij een eerste infectie in een mensenleven waterpokken; het virus blijft latent aanwezig in een of meer dermatomen (neuro-anatomisch van elkaar afgescheiden delen van het lichaam) en kan op latere leeftijd opspelen, waarbij het zich tot dat dermatoom beperkt en een unilateraal, gordelvormig aspect heeft.
| Classificatie Humane Herpesvirussen (HHV) |                                                                                    | |
| Type                                      | Naam                                                                               | Pathofysiologie |
| HHV-1                                     | Herpes simplexvirus-1 (HSV-1)                                                      | Oraal en/of genitaal herpes (bijvoorbeeld koortslip) (voornamelijk orofaciaal)                                                                                            |
| HHV-2                                     | Herpes simplexvirus-2 (HSV-2)                                                      | Oraal en/of genitaal (voornamelijk genitaal) |
| HHV-3                                     | Varicella-zostervirus (VZV)                                                        | Waterpokken en gordelroos |
| HHV-4                                     | Epstein-Barrvirus (EBV), lymfocryptovirus                                          | Mononucleosis infectiosa, Burkitts lymfoom, lymfoom van het zenuwstelsel bij aids, post-transplantatie lymfoproliferatief syndroom, nasofaryngeaal carcinoom              |
| HHV-5                                     | Cytomegalovirus (CMV)                                                              | Een beeld dat lijkt op Mononucleosis infectiosa (maar klassiek MI wordt veroorzaakt door EBV), retinitis, hepatitis, pneumonie, pancreatitis, nefritis, myocarditis, etc. |
| HHV-6A en 6B, -7                          | Roseolovirus                                                                       | Zesde ziekte (roseola infantum of exanthema subitum) |
| HHV-8                                     | Kaposi's sarcoma associated herpesvirus (KSHV), vertegenwoordiger van rhadinovirus | Kaposisarcoom, ziekte van Castleman |

B virus (Cercopithecine herpesvirus-1, herpesvirus simiae) is een simplexvirus dat endemisch is bij apen. Humane zoönotische infectie verloopt vaak dodelijk.

## Soorten
In totaal zijn er inmiddels ca. 100 herpesvirussen bekend; van acht daarvan is bekend dat ze bij de mens voorkomen.
Ze worden in drie groepen ingedeeld op grond van hun structuur: alpha-, beta- en gammaherpesvirinae.
Stamboom van de orde met families en geslachten:
- Orde: Herpesvirales
  - Familie: Alloherpesviridae
    - Geslacht: Batrachovirus
    - Geslacht: Cyprinivirus
    - Geslacht: Ictalurivirus
    -  Geslacht: Salmonivirus

  - Familie: Herpesviridae (Herpesvirussen)
    - Subfamilie: Alphaherpesvirinae
      - Geslacht: Iltovirus
      - Geslacht: Mardivirus
      - Geslacht: Scutavirus
      - Geslacht: Simplexvirus
      -  Geslacht: Varicellovirus

    - Subfamilie: Betaherpesvirinae
      - Geslacht: Cytomegalovirus
      - Geslacht: Muromegalovirus
      - Geslacht: Proboscivirus
      -  Geslacht: Roseolovirus

    -  Subfamilie: Gammaherpesvirinae
      - Geslacht: Lymphocryptovirus
      - Geslacht: Macavirus
      - Geslacht: Percavirus
      -  Geslacht: Rhadinovirus

  -  Familie: Malacoherpesviridae
    -  Geslacht: Ostreavirus

## Structuur
Herpesvirussen zijn grote virussen met genomen van maximaal 235 kbp en met naast het genoom tot 35 verschillende eiwitten in het virusdeeltje (virion). Het virion is 180-200 nm groot, heeft een envelop en daarmee geassocieerd glycoproteïnen; tussen capside en envelop bevindt zich het tegument, een laag van eiwitten. De capside is een icosaëder van 95-105 nm, bestaande uit 162 hexagonale capsomeren. De viruskern met het genoom (ca. 75 nm) is toroïdaal van vorm en bestaat uit DNA dat om eiwitmoleculen is gewonden. Het genoom is lineair en 105-235 kbp lang.

## Epidemiologie bij de mens
Uit bloedonderzoek op antistoffen blijkt dat voor de typen 1, 3, 4, 5, 6, 7 steeds 50% tot 90% (typen 3, 6 en 7) van gezonde vrijwilligers antistoffen heeft. Infectie met de typen 2 en 8 komt daarentegen maar bij een kleine minderheid voor (enige procenten).

## Verband met ziekte van Alzheimer
In tal van onderzoeken tracht men het verband te bewijzen tussen het HSV-1 virus en de ziekte van Alzheimer, waarbij men van de veronderstelling uitgaat dat het HSV-1-virus de veroorzaker van die ziekte is. maar hiervoor is nog geen exact bewijs geleverd.
HHV6 en HHV7 is ook een veronderstelde oorzaak van Alzheimer.

## Soorten bij paarden
- EHV-1 Rinopneumonie: veroorzaakt een infectie aan de luchtwegen, abortus bij drachtige merries en soms verlammingen door aantasting van het ruggenmerg.